# Паметник на Яне Сандански (Мелник)
Паметникът на Яне Сандански е монумент в чест на окръжния ръководител на Вътрешната македоно-одринска организация Яне Сандански (1872 – 1915) в град Мелник, България. Представлява внушителна бронзова фигура, стъпила върху каменен постамент. Сандански е изваян в цял ръст с четническа униформа. Негов автор е скулпторът Крум Дерменджиев (1916 - 2005). Издигнат е в 1972 година по случай 100-годишнината от рождението на революционера и е разположен в малък парк на левия бряг на Мелнишката река, в източния край на града, близо до изхода за селата Кърланово и Рожен.
Паметникът е включен в Регистъра на военните паметници в България.